# Hemidactylus laticaudatus
Hemidactylus laticaudatus este o specie de șopârle din genul Hemidactylus, familia Gekkonidae, descrisă de Andersson 1910.

## Subspecii
Această specie cuprinde următoarele subspecii:
- H. l. laticaudatus
- H. l. fossatii